# Чак (божество)

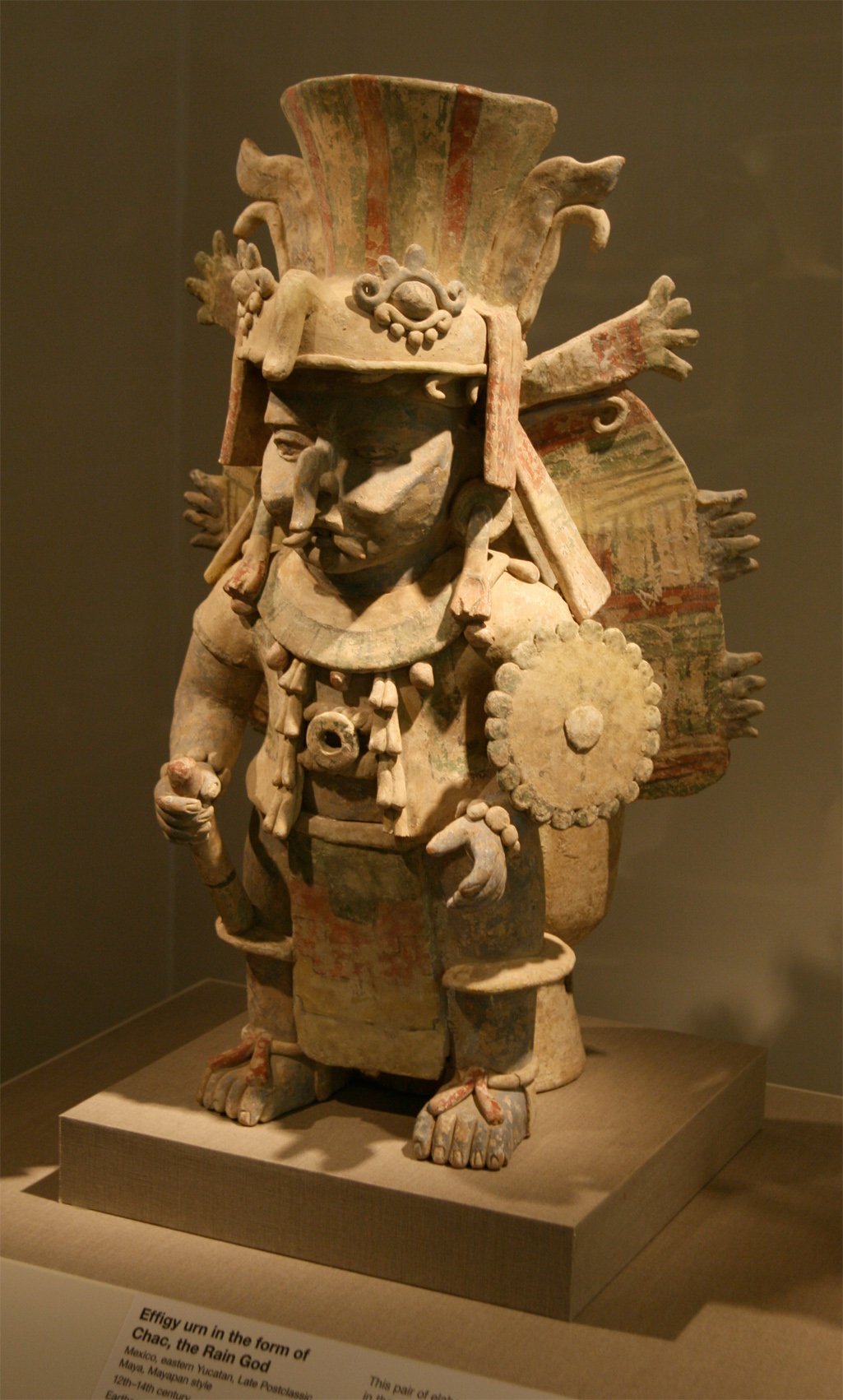
Чак

Чак, Чаак (юк. Chak, иерогл. майя Chaahk; вероятно от «топор») — в мифологии майя бог молний, воды и дождя. Первоначально, вероятно, был богом рубки деревьев и очищения участка леса под поля (отсюда его имя), но позднее стал божеством дождя, полей и растущей кукурузы (по легенде, он открыл камень, скрывающий первую кукурузу). Обычные атрибуты Чака — топор или пылающий факел.
В постклассическую эпоху Чак мыслился как в единственном числе, так и во множественном («чаки»). Четыре чака были связаны со сторонами света: красный — восток, белый — север, чёрный — запад, жёлтый — юг. Чаку посвящено немало страниц Дрезденского кодекса. Разнообразные чаки живут в сенотах, лесах и пещерах. В современном юкатекском языке слово chak является также нарицательным и означает «дождь».
Аналогично ацтекскому богу дождя Тлалоку, Чак держит воду в тыквенном сосуде или четырёх сосудах, расставленных по углам его дома.
Бога Чака не следует путать с Чак-Моолями, каменными статуями доколумбовых мезоамериканских культур, не связанных функционально и ритуально с культом бога Чака.

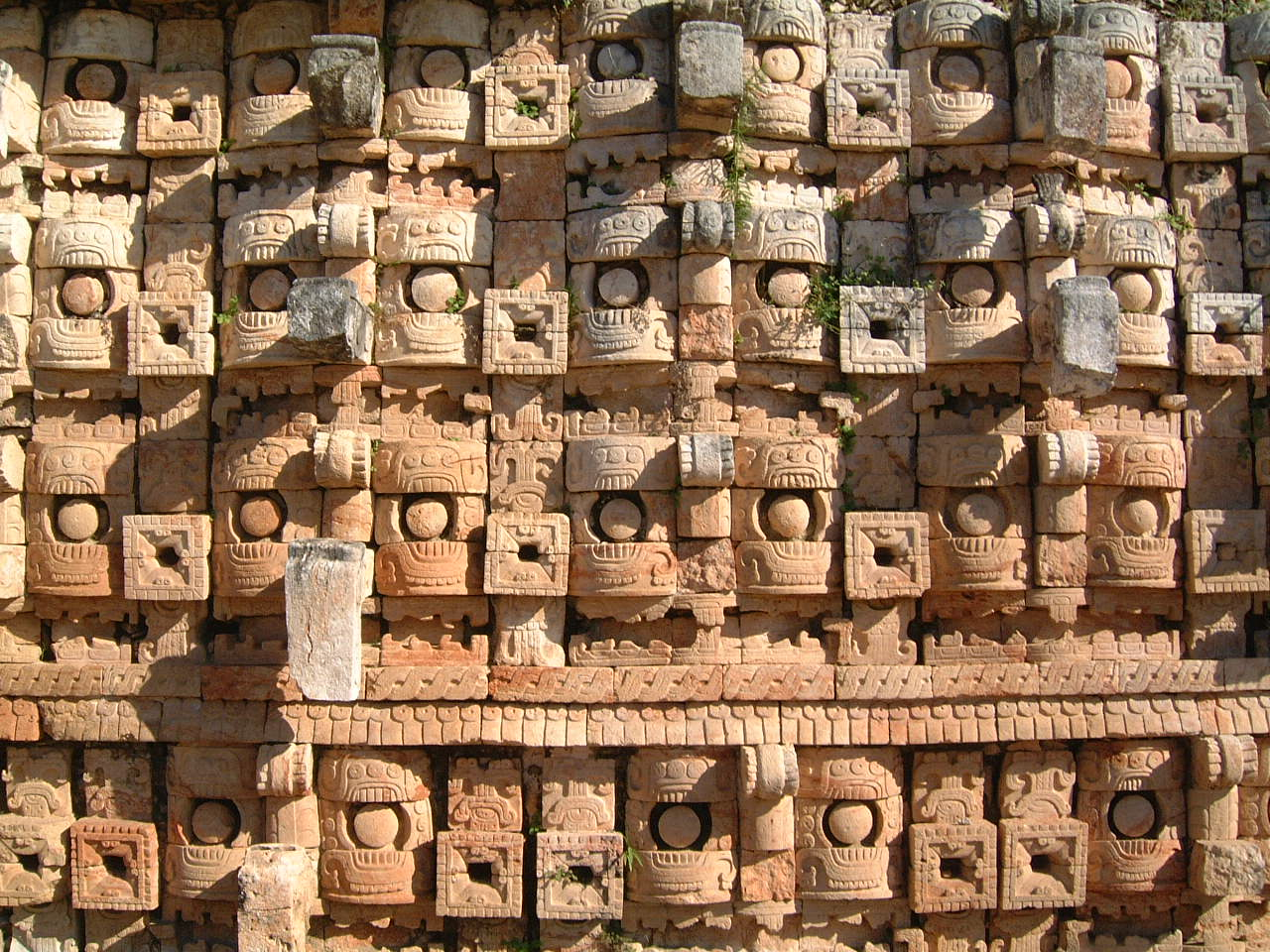
Храм масок в Кабахе. Маски Чака.